# Aname atra
Espèce
Synonymes
- Chenistonia atra Strand, 1913

Aname atra est une espèce d'araignées mygalomorphes de la famille des Anamidae.

## Distribution
Cette espèce est endémique d'Australie-Méridionale.

## Description
Le mâle holotype mesure 24 mm.
La carapace du mâle décrit par Raven en 1985 mesure 9,85 mm de long sur 7,69 mm.

## Publication originale
- Strand, 1913 : Über einige australische Spinnen des Senckenbergischen Museums. Zoologische Jahrbücher. Abteilung für Systematik, Geographie und Biologie der Tiere, vol. 35, p. 599-624 (texte intégral).